# Kodeń (gmina)
Pour les articles homonymes, voir Kodeń.
Kodeń est une gmina rurale (gmina wiejska) de la powiat de Biała Podlaska, dans la Voïvodie de Lublin, dans l'est de la Pologne, à la frontière avec la Biélorussie.
Son siège administratif (chef-lieu) est le village de Kodeń, qui se situe environ 37 kilomètres à l'est de Biała Podlaska (siège du powiat) et 103 kilomètres au nord-est de la capitale régionale Lublin (capitale de la voïvodie).
La gmina couvre une superficie de 150,33 km2 pour une population de 3 998 habitants en 2006.

## Histoire
De 1975 à 1998, la gmina est attachée administrativement à la voïvodie de Biała Podlaska.

Depuis 1999, elle fait partie de la voïvodie de Lublin.

## Géographie
La gmina inclut les villages et localités de :

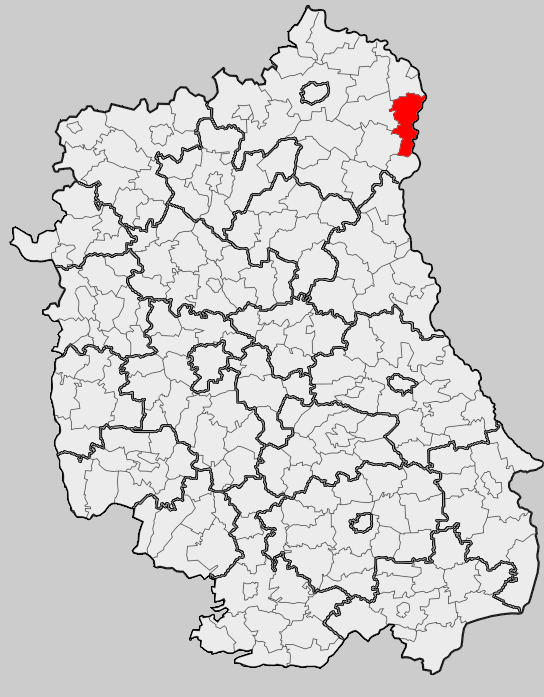
Position de la gmina dans la voïvodie

- Dobratycze
- Dobromyśl
- Elżbiecin
- Kąty
- Kodeń
- Kopytów
- Kopytów-Kolonia
- Kostomłoty
- Kożanówka
- Okczyn
- Olszanki
- Szostaki
- Zabłocie
- Zabłocie-Kolonia
- Zagacie
- Zalewsze

### Gminy voisines
La gmina de Kodeń est voisine des gminy suivantes :
- Piszczac
- Sławatycze
- Terespol
- Tuczna

Elle est également frontalière de la Biélorussie.

## Structure du terrain
D'après les données de 2002, la superficie de la commune de Kodeń est de 150,33 kilomètres carrés, répartis comme telle :
- terres agricoles : 65%
- forêts : 27%

La commune représente 5,46% de la superficie du powiat.

## Démographie
Données du 30 juin 2004:
| Description        | Total  | Total | Femmes | Femmes | Hommes | Hommes |
| ------------------ | ------ | ----- | ------ | ------ | ------ | ------ |
| Unité              | Nombre | %     | Nombre | %      | Nombre | %      |
| Population         | 4 110  | 100   | 2 118  | 51,5   | 1 992  | 48,5   |
| Densité (hab./km²) | 27,3   | 27,3  | 14,1   | 14,1   | 13,3   | 13,3   |